# St. Michael und St. Sebastian (Bernkastel-Kues)
Sankt Michael und Sankt Sebastian ist eine katholische Pfarrkirche im Stadtteil Bernkastel der Stadt Bernkastel-Kues. Sie gehört zur Pfarreiengemeinschaft Bernkastel-Kues im Pastoralen Raum Bernkastel-Kues des Bistums Trier. Die Kirche liegt nahe dem Ufer der Mosel und prägt mit ihrem Bruchsteinturm (früherer Wehrturm) die Silhouette des Weinortes.

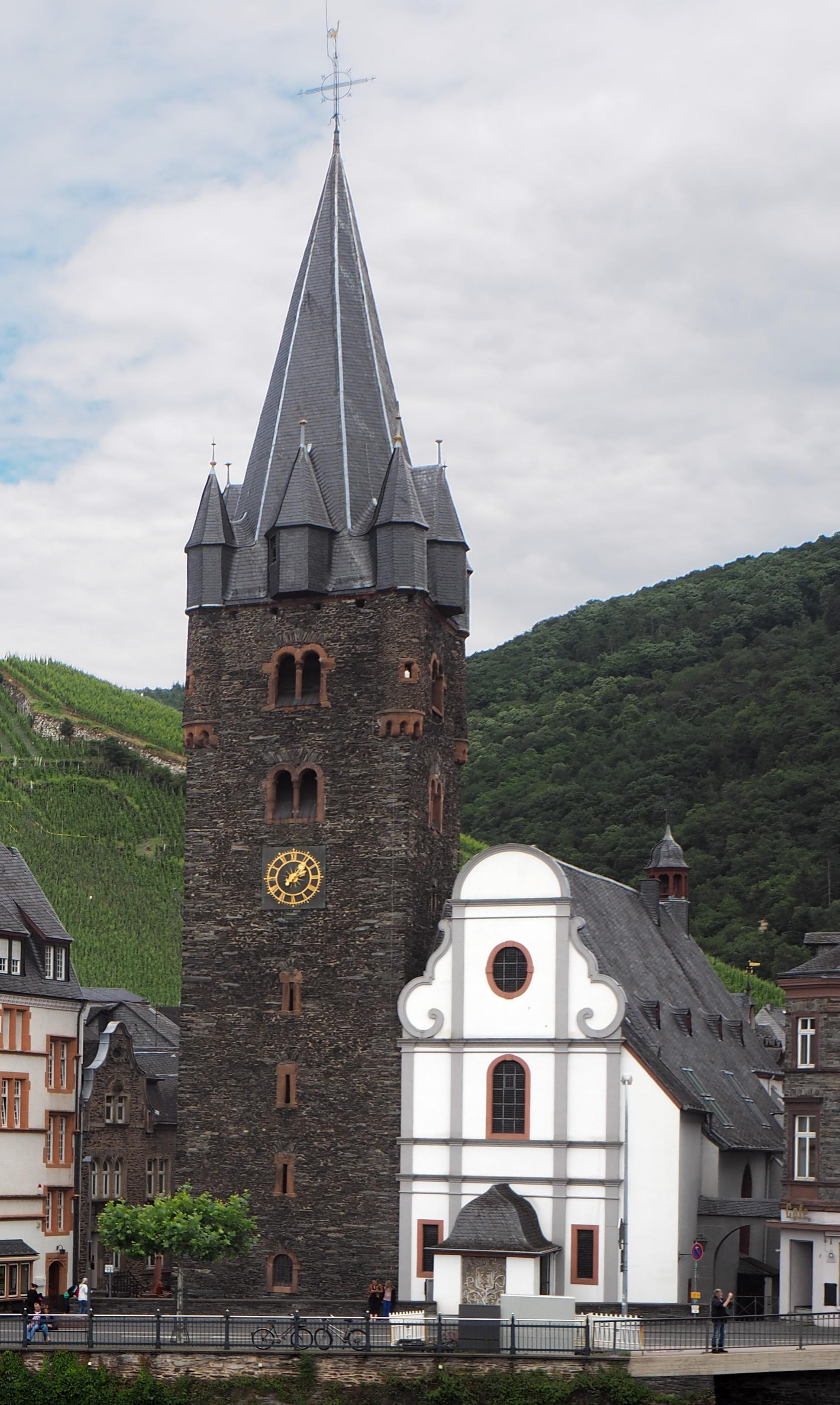
St. Michael und St. Sebastian von der Mosel aus gesehen

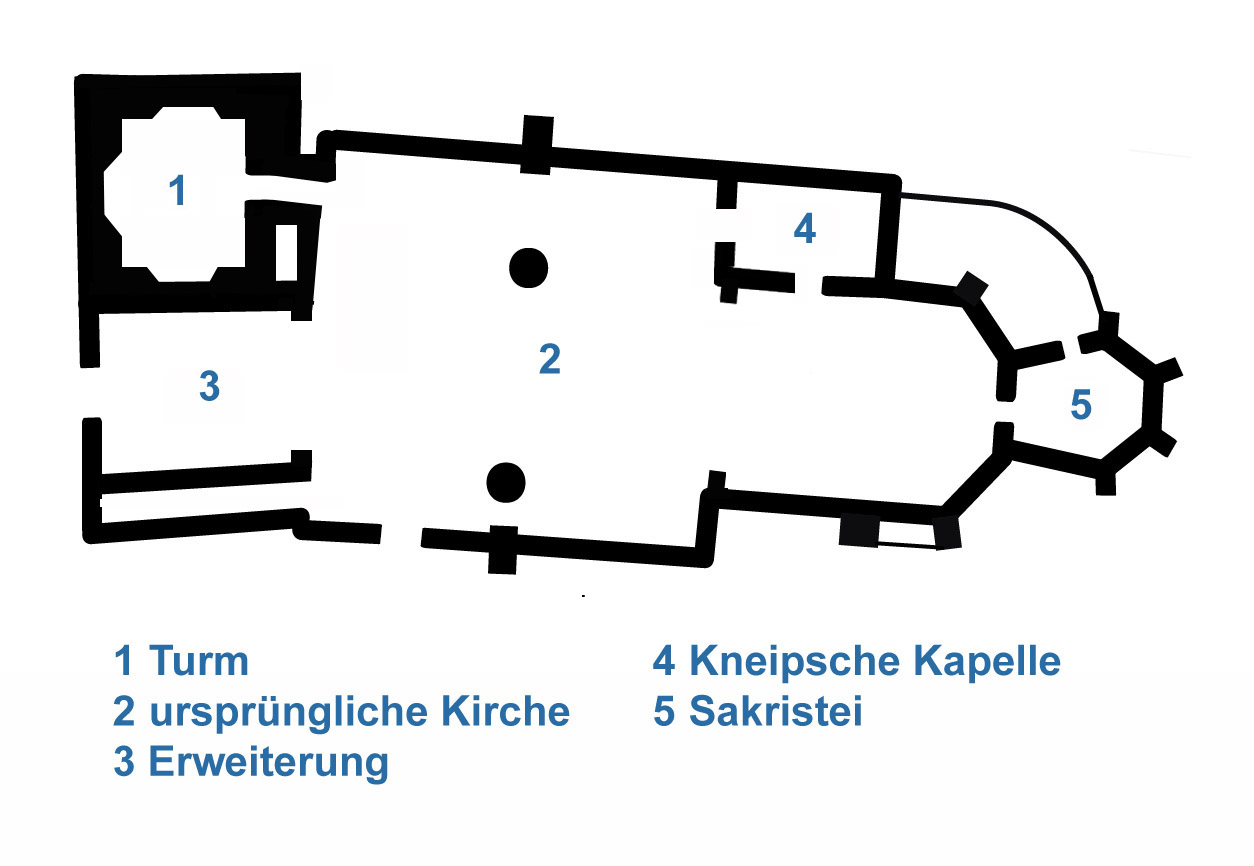
Skizze des Grundrisses

## Bau und Baugeschichte
Die Kirche wurde in der zweiten Hälfte des 14. Jahrhunderts in Form einer dreischiffigen Pseudobasilika errichtet. Zwei Joche des Mittelschiffs, das Seitenschiff und der Chor im spätgotischen Stil sind heute noch ursprünglich erhalten. Damit ist St. Michael das einzige einheitlich erhaltene Bauwerk aus dieser Zeit in der Moselgegend.
In den folgenden Jahrhunderten kamen zahlreiche bauliche Ergänzungen hinzu:
1664/65 erhielt der Chor einen oktogonalen Dachreiter mit geschweifter Haube. Im 17. Jahrhundert folgten mehrere Anbauten, die Kneipsche Kapelle an der Nordseite und ein Sakristeianbau im Osten. Im Westen erweiterte man das Kirchenschiff um ein Joch. Außerdem erhielt das Gebäude eine barocke Fassade, der allerdings 1870 eine neugotische Fassade vorgesetzt wurde. Erst 1968 hat man die Barockfassade wieder freigelegt und restauriert.

## Turm
Der Turm stellt insofern eine Besonderheit dar, als er im Jahr 1291 als Wehrturm errichtet wurde, also ursprünglich Teil der Stadtbefestigung war. Erst später wurde er in den Kirchenbau integriert. Das 56 m hohe Bauwerk besteht aus Bruchstein. Sein achteckiger schiefergedeckter Helm ist mit einem Kranz von Erkern umgeben. Die Schallöffnungen zeigen romanische Formen.
Der Turm trägt fünf Glocken:
- die Evangelistenglocke aus der Zeit um 1300 (älter als die Kirche)
- die Anna- oder Brandglocke von 1499
- die Sebastians- oder Totenglocke von 1748
- die Michaelsglocke von 1968
- die Sakramentsglocke von 1968

## Innenraum

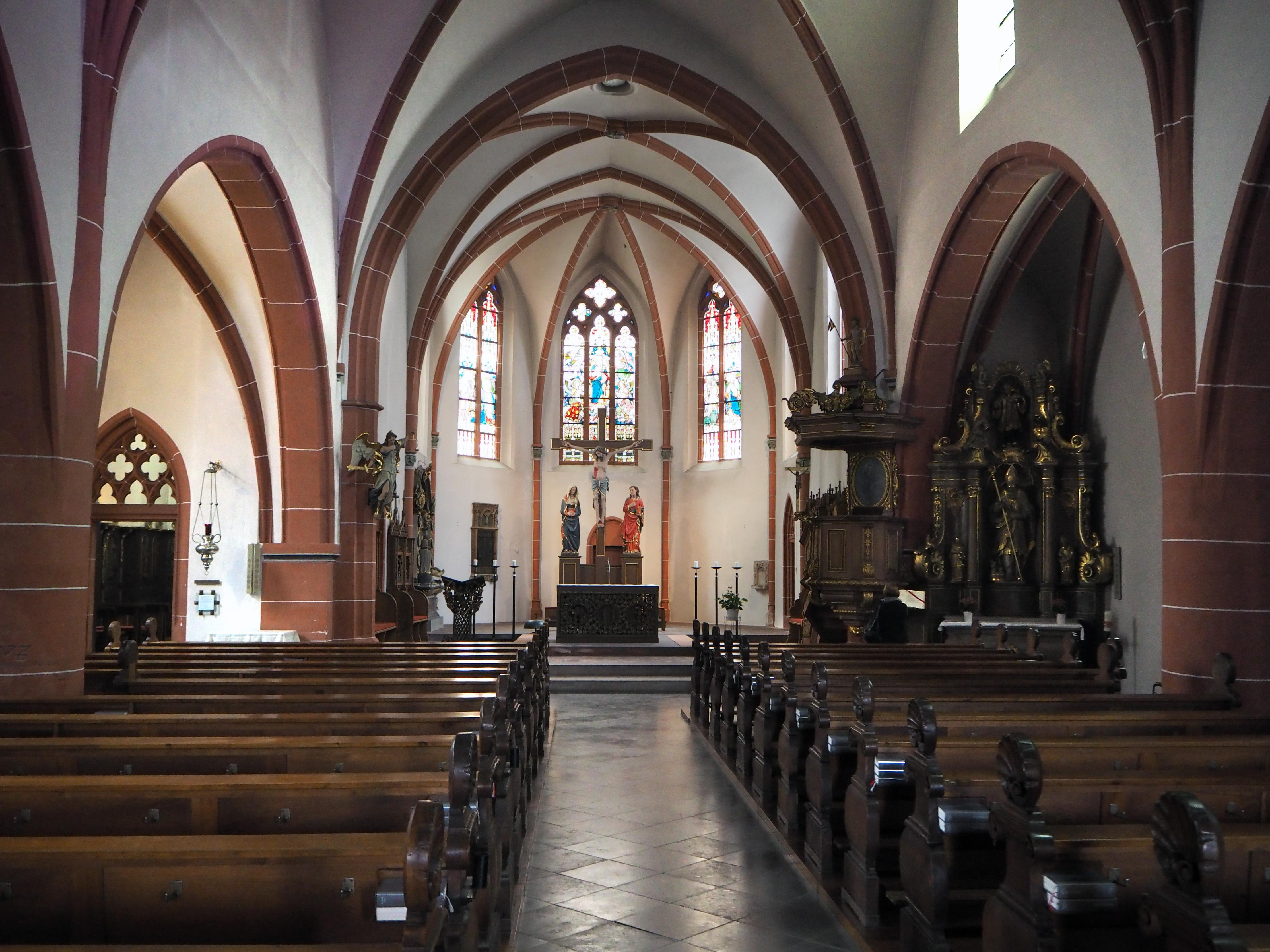
Innenraum, Blick zum Chor

Die beiden ursprünglichen Joche im Hauptschiff sind nahezu quadratisch, von den ungleich breiten Seitenschiffen ist das südliche außergewöhnlich schmal. Das neuere, im Westen gelegene Joch ist dem Turm angegliedert und beherbergt die Orgelempore. Ein Kreuzrippengewölbe überdeckt den Innenraum. Die spitzbögigen Arkaden ruhen auf kurzen Säulen ohne Kapitell.
In Verlängerung des Hauptschiffes erstreckt sich der einschiffige Chor mit fünfseitigem Abschluss. Die Sockel der Dienste im Chor weisen Kapitelle mit Blattwerkdekor auf, die beiden Schlusssteine des Chorgewölbes zeigen das Lamm Gottes und Christus als Richter. Eine Spitzbogentür führt zum fünfeckigen Sakristeianbau.
An der Nordseite des Chores schließt sich die Kneipsche Kapelle an, die von einer achtseitigen Laterne Licht erhält. Die Kapelle wurde von 1659 bis 1662 in barocken Formen an die Kirche angebaut (Baumeister: Bernhard Monsati und Hubert Wolf aus Trier). Ihren Namen erhielt sie nach ihrem Stifter Johann Jacob Kneip, Sekretär des Domkapitels zu Trier.

## Fenster
Der Obergaden wird nur auf der Südseite belichtet. Die Fenster dort wurden nachträglich eingesetzt.
Die Glasmalereien in der Sakristei stammen von 1914. Sie sind Ersatz für die aus der Burg Landshut stammenden ursprünglichen Fenster. Die Malereien zeigen Allegorien der Mäßigkeit, Weisheit, Tapferkeit, und Gerechtigkeit.

Die drei Maßwerkfenster des Chors hat man um 1860 unter Bewahrung ihres gotischen Charakters erneuert.

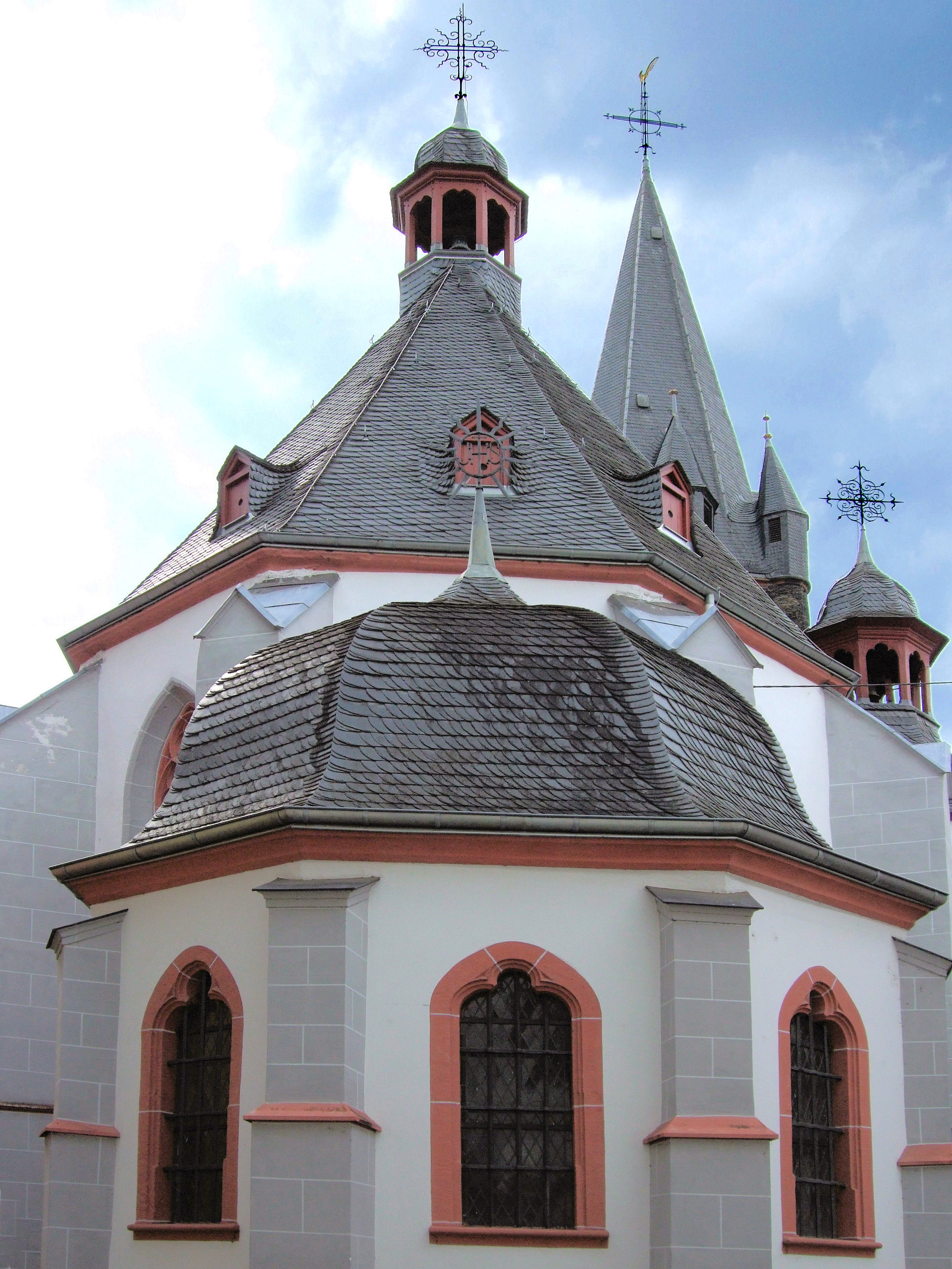
Chor und Sakristeianbau

Fenster des Chors
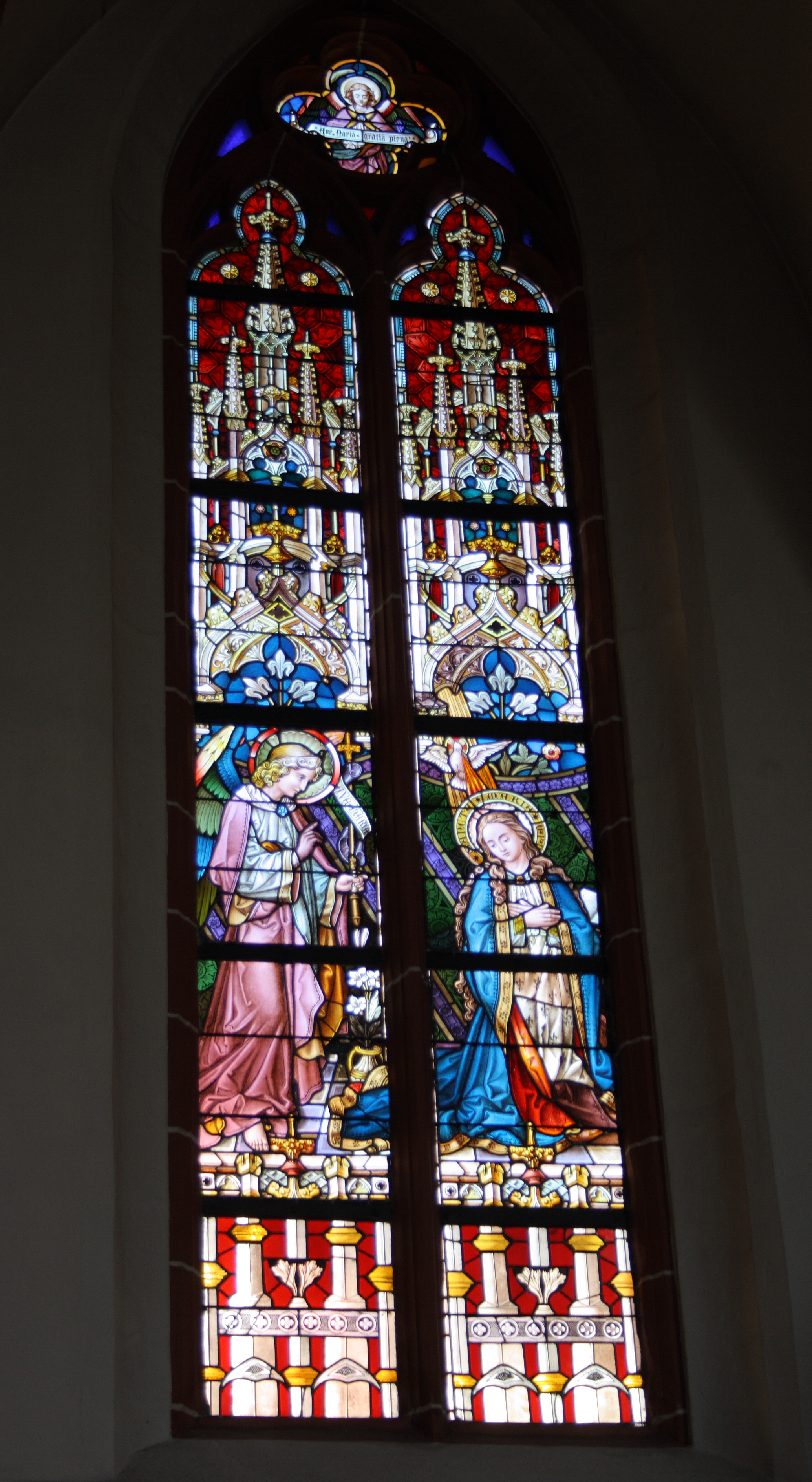
links Verkündigung des Herrn
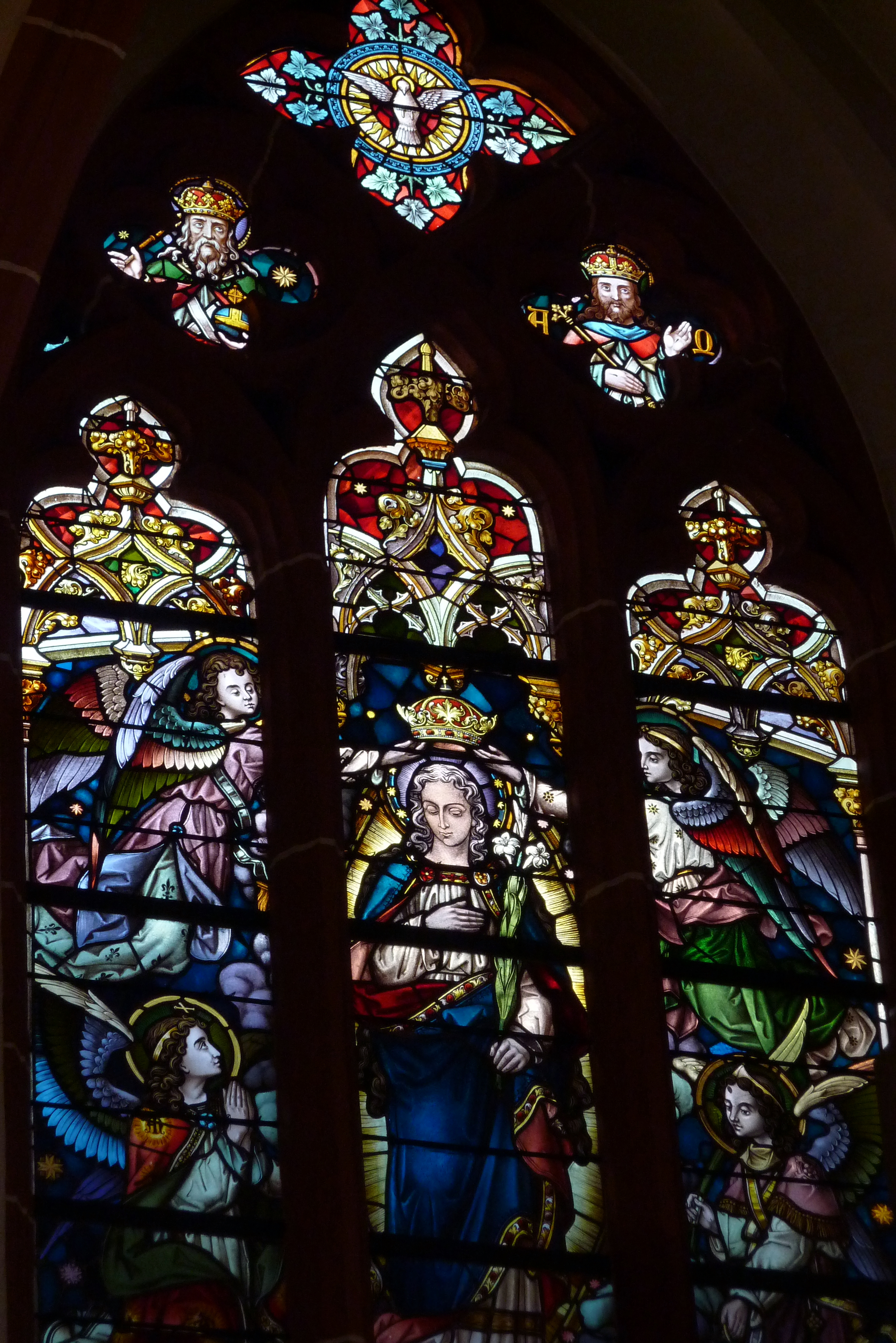
Mitte Krönung Mariens
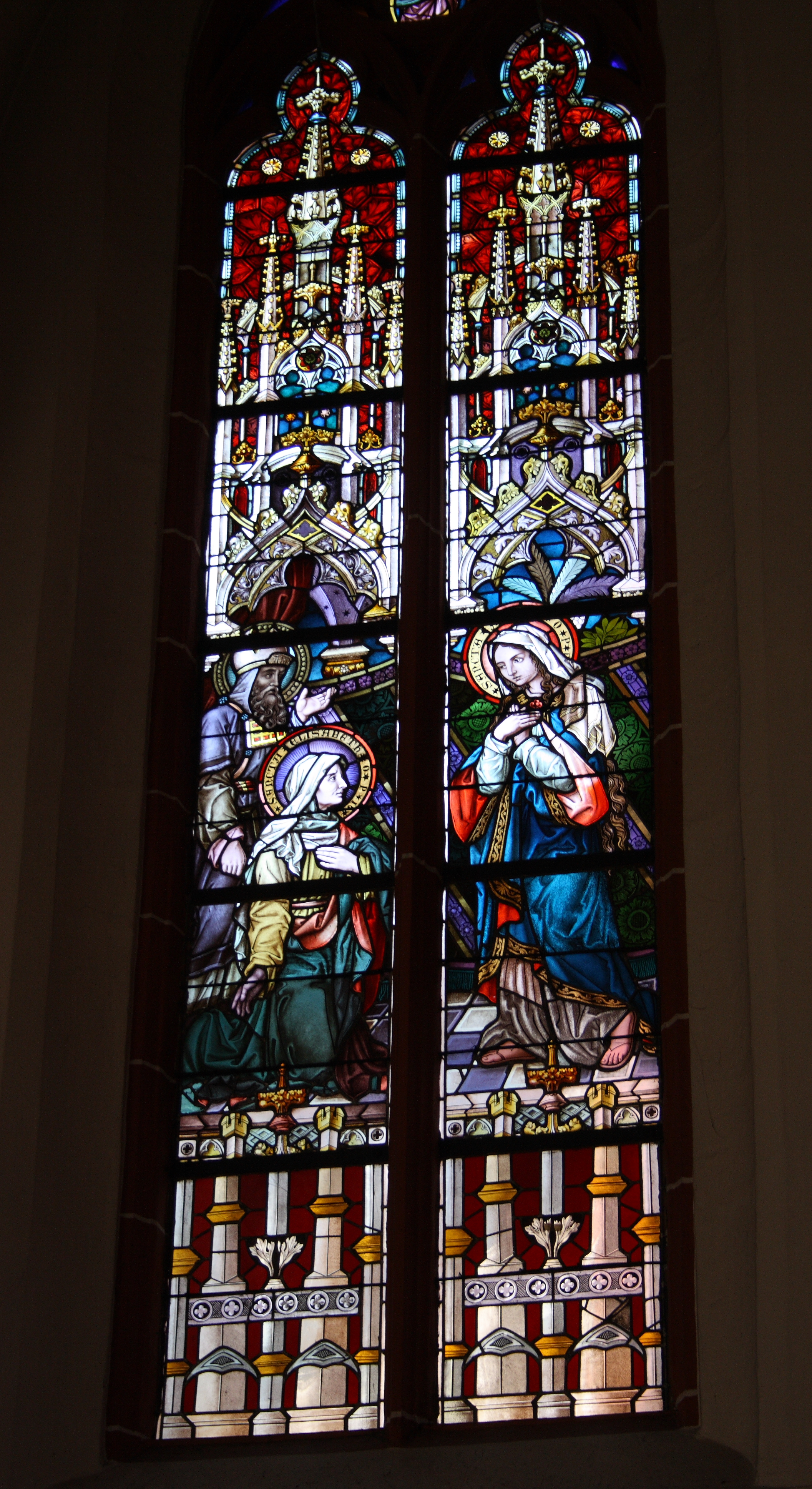
rechts Mariä Heimsuchung

## Ausstattung
- Kreuzigungsgruppe von 1496 (im Chor)
- Sakramentshaus/Sakramentsnische aus dem 15. Jahrhundert (im Chor, Nordostwand)
- Pestaltar von 1631 (im Chor, Nordwand)
- Relief am Chorgestühl: Wunder Jesu (im Chor)
- Skulptur des Erzengels Michael (an der Nordseite des Triumphbogens)

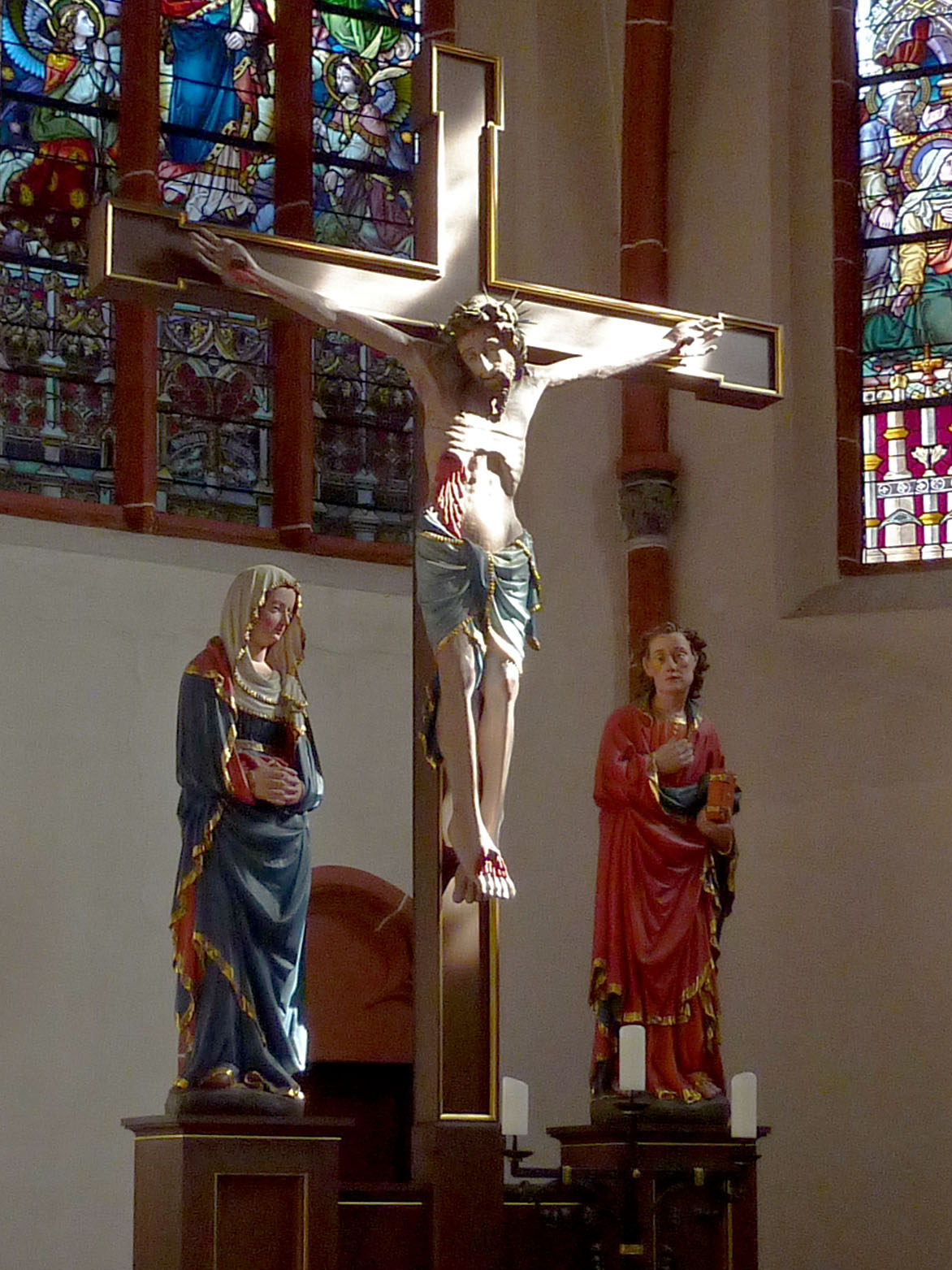
Kreuzigungsgruppe (1496)
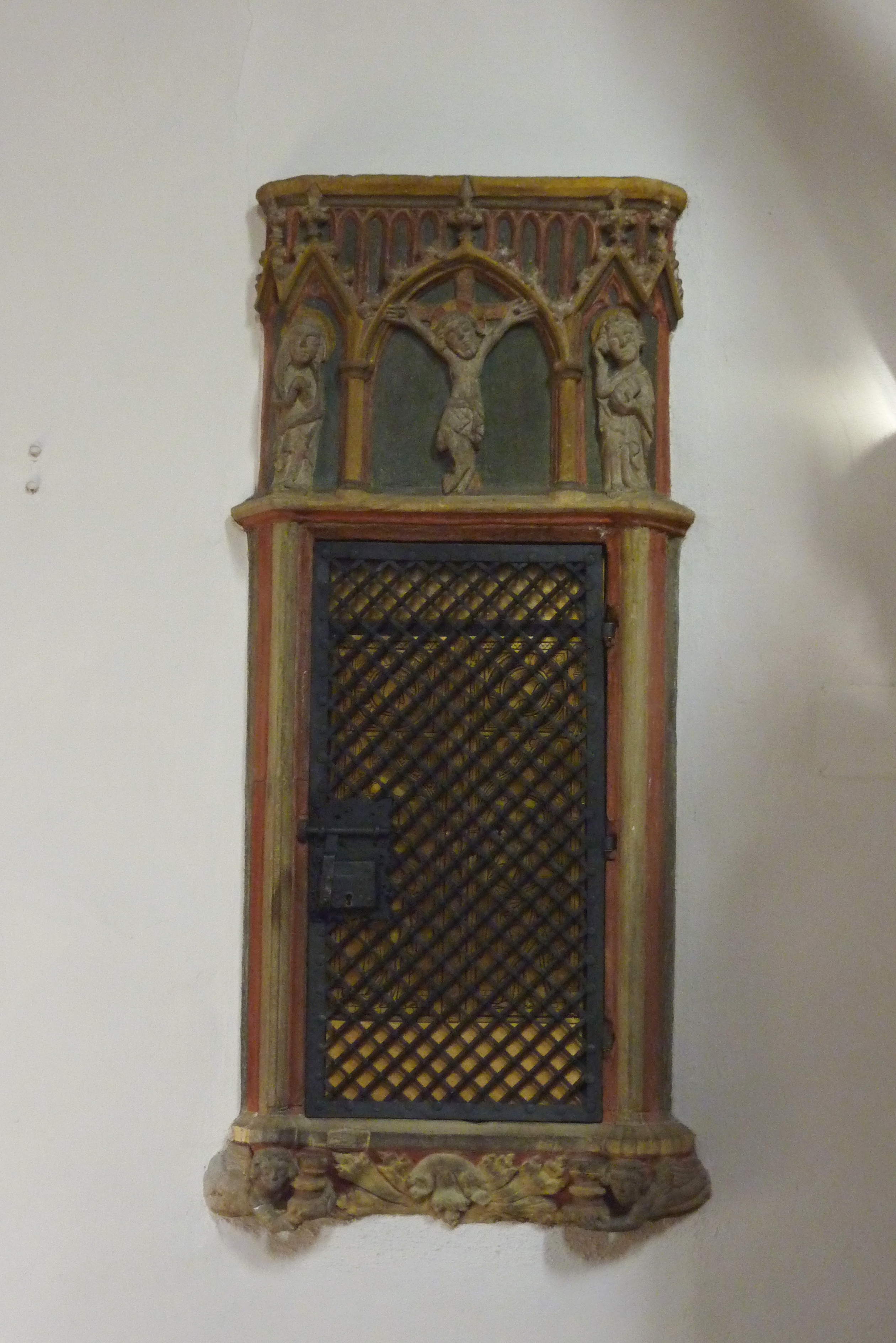
Sakramentshaus (15. Jh.)
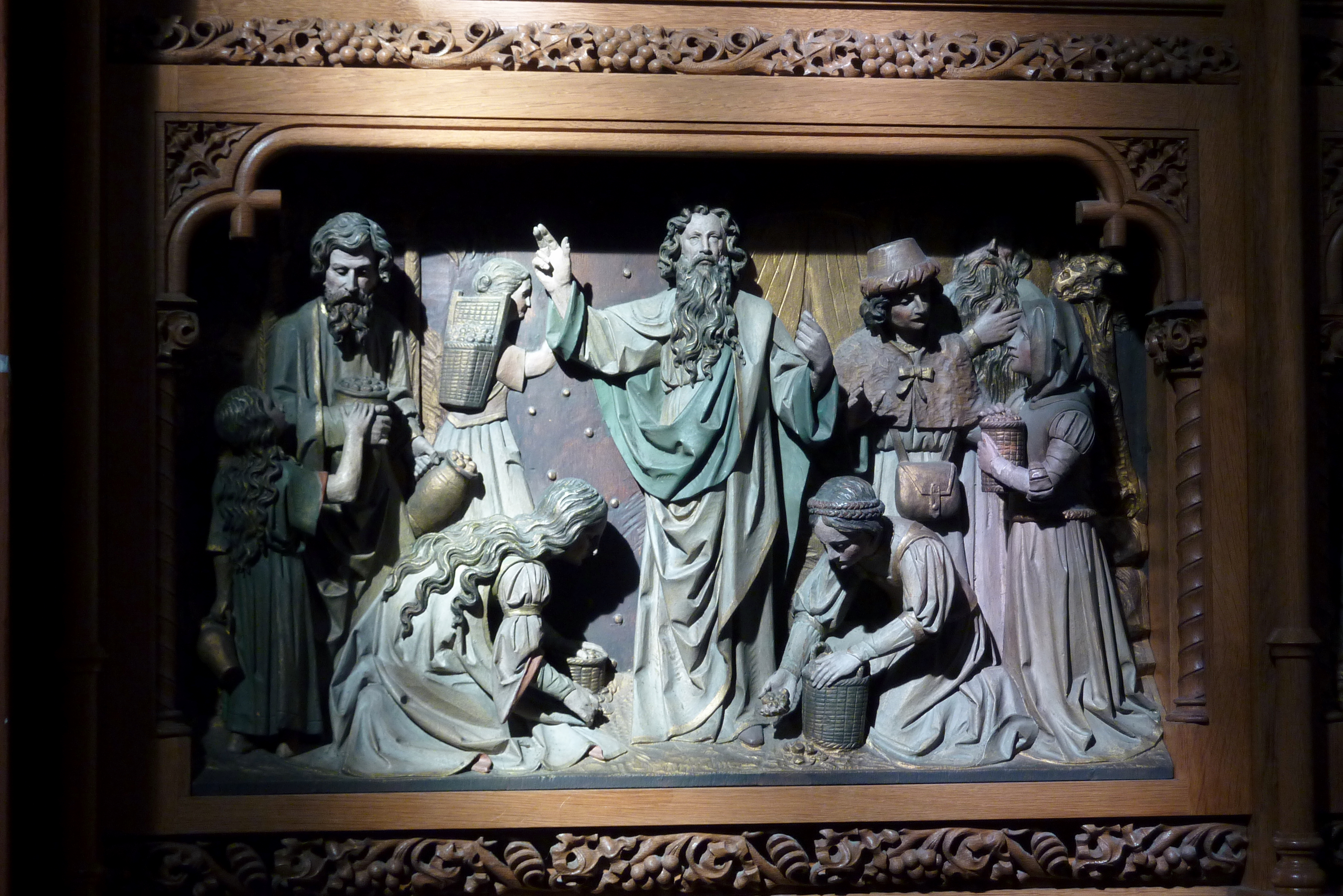
Relief: Wunder Jesu
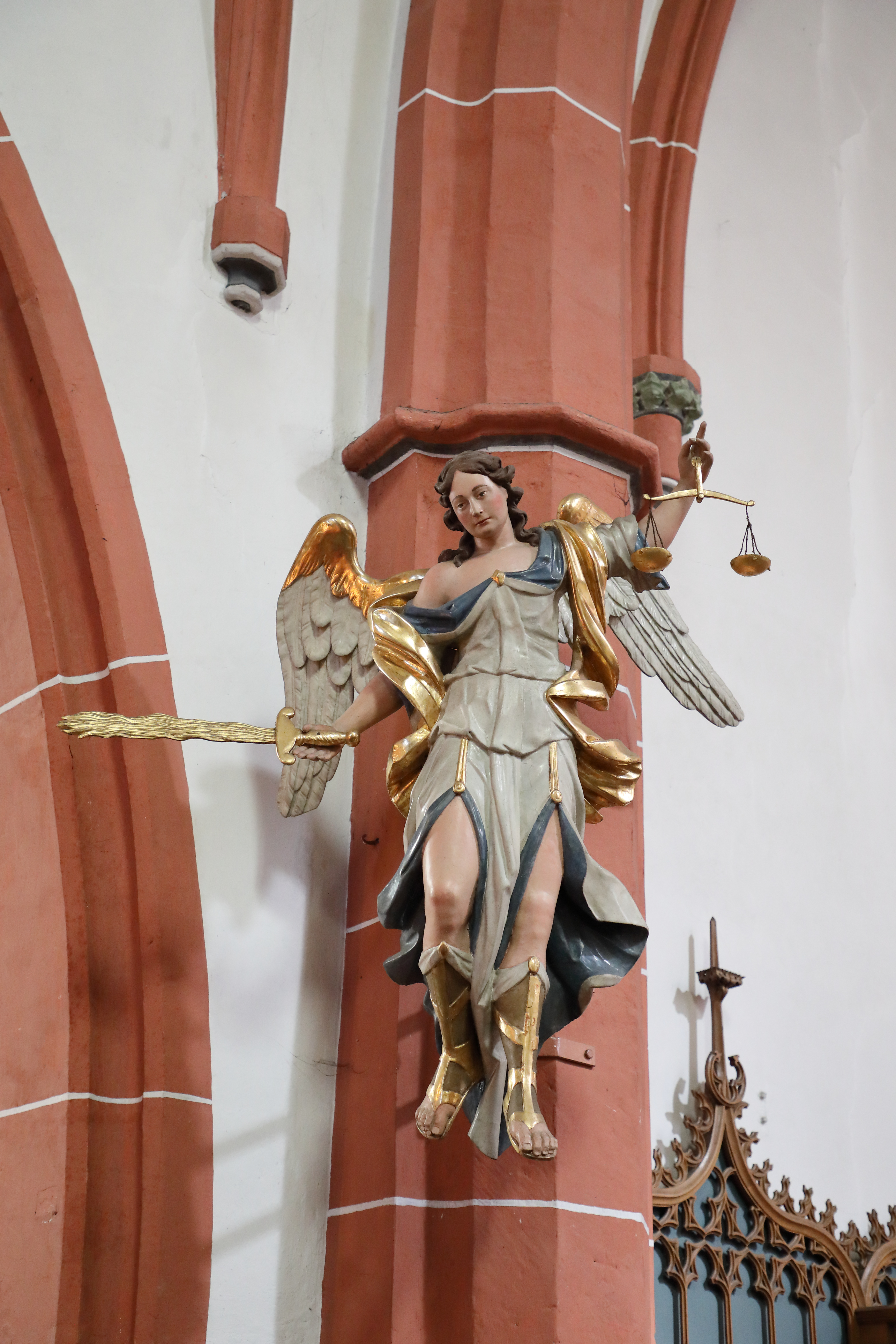
Skulptur: Erzengel Michael

- Pietà vom Anfang des 15. Jahrhunderts (an der zum Turm gerichteten Westwand)
- Sebastianus-Pestaltar von 1631 (in der Kneipschen Kapelle)
- Grabmal des Burggrafen Reiner † 1372 (an der Südwand)
- Grabdenkmal des Dechanten Friedrich Zorn † 1582 von 1606 ren. 1912
- Marienaltar von 1750 (an der Nordseite neben dem Eingang zur Kneipschen Kapelle)
- Nikolausaltar von Mitte des 18. Jahrhunderts (an der Südwand)

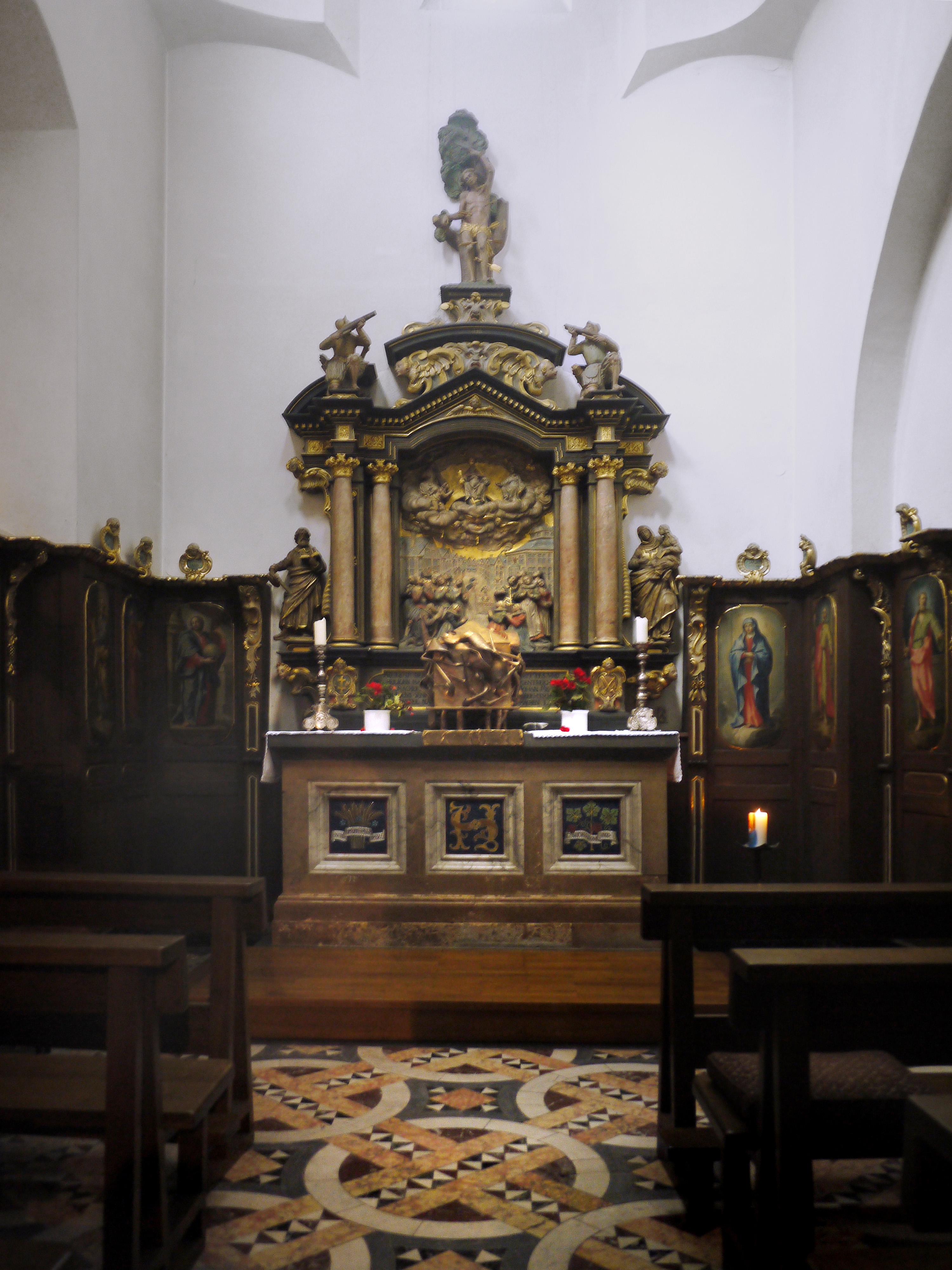
Sebastianus Pestaltar (1631)
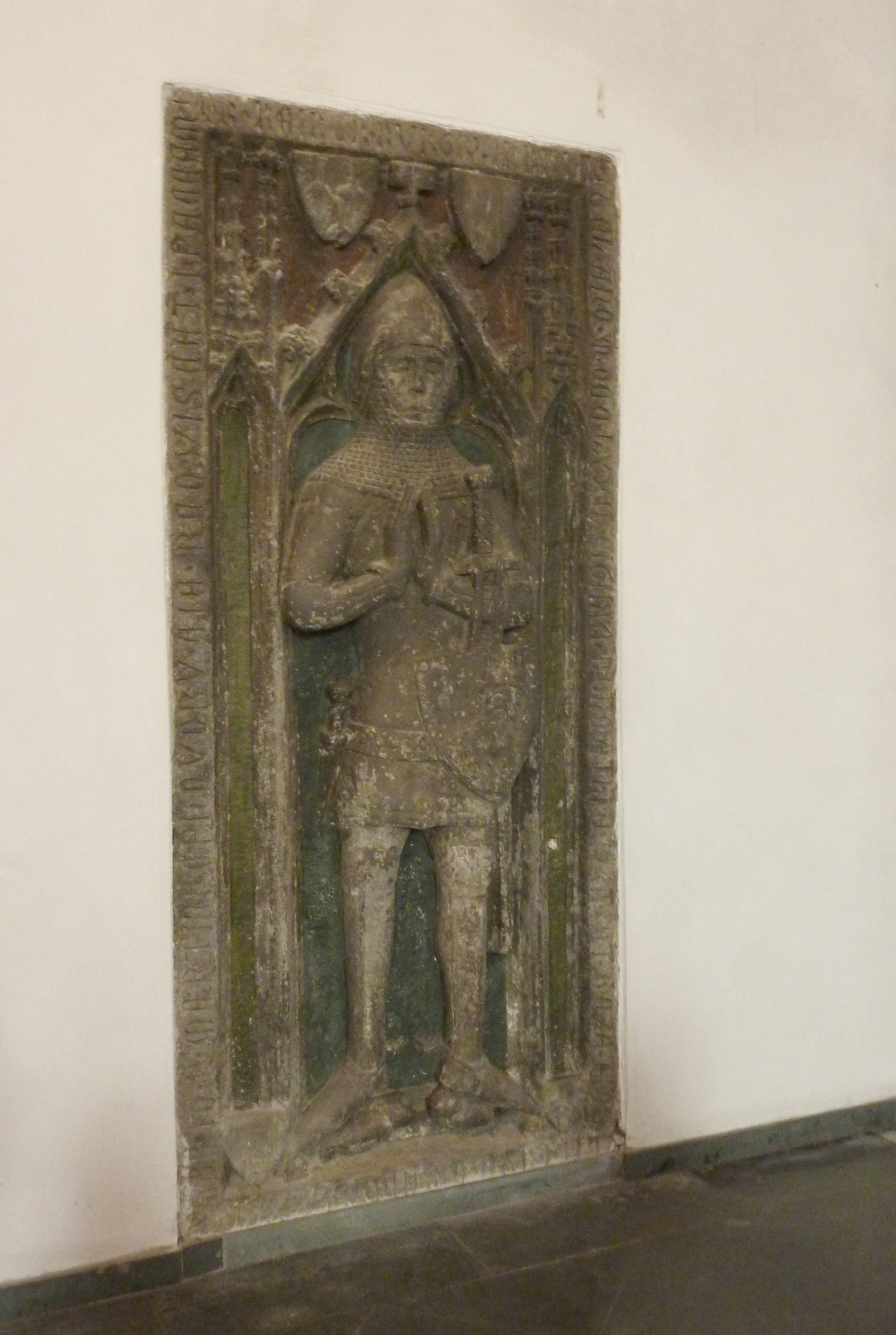
Grabmal Burggraf Reiner
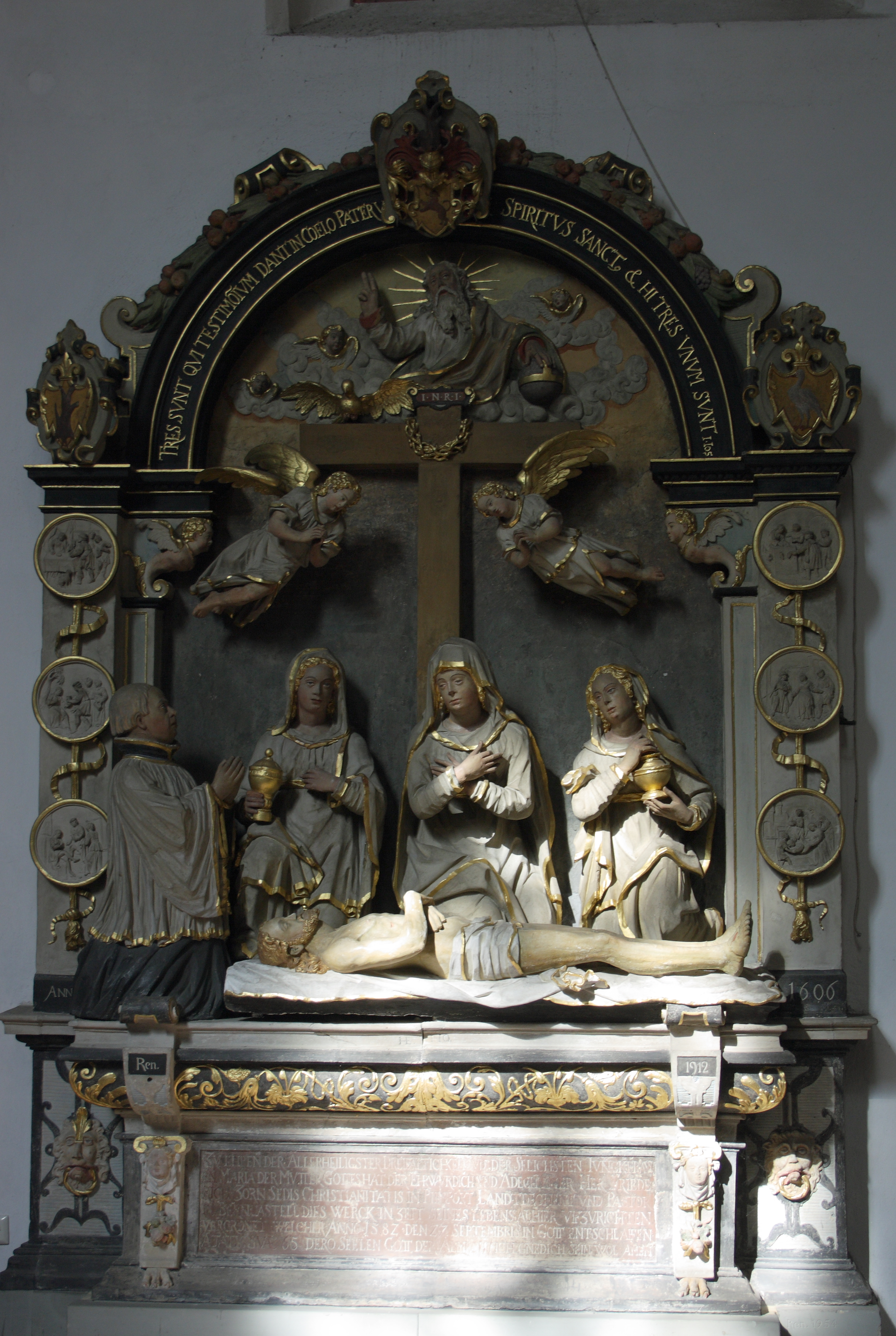
Grabdenkmal Zorn (1606)
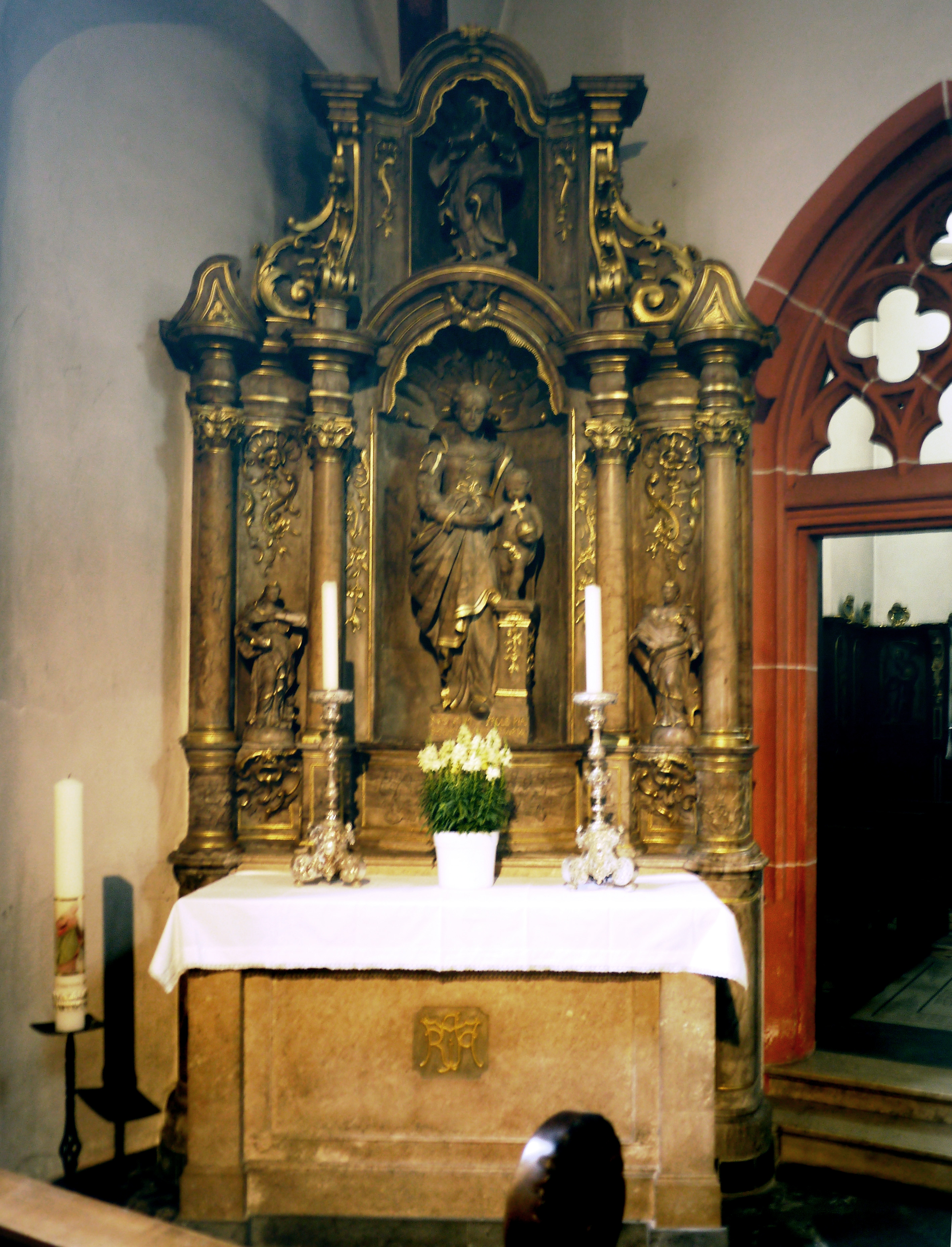
Marienaltar (1750)